# 仙侣传奇
《仙侣传奇》是中國山西电视台于1989年出品的一部古装神话剧，演述了吕岩（吕洞宾）成仙的故事。

## 演员
- 潘引来 饰 吕洞宾
- 傅艺伟 饰 荷　花
- 史　进 饰 汉钟离
- 田春生 饰 黑山甲
- 苑小君 饰 荷　父
- 尉　千 饰 荷　母
- 朱金铭 饰 铁拐李
- 月秋子 饰 管　家
- 陈西珍 饰 监考官
- 杜云萍 饰 考官妻
- 高亚林 饰 吴公子
- 李广成 饰 富　商
- 张登桥 饰 王母娘娘
- 任　道 饰 玉皇大帝
- 王俊太 饰 吕　母